# Décompression neurovertébrale

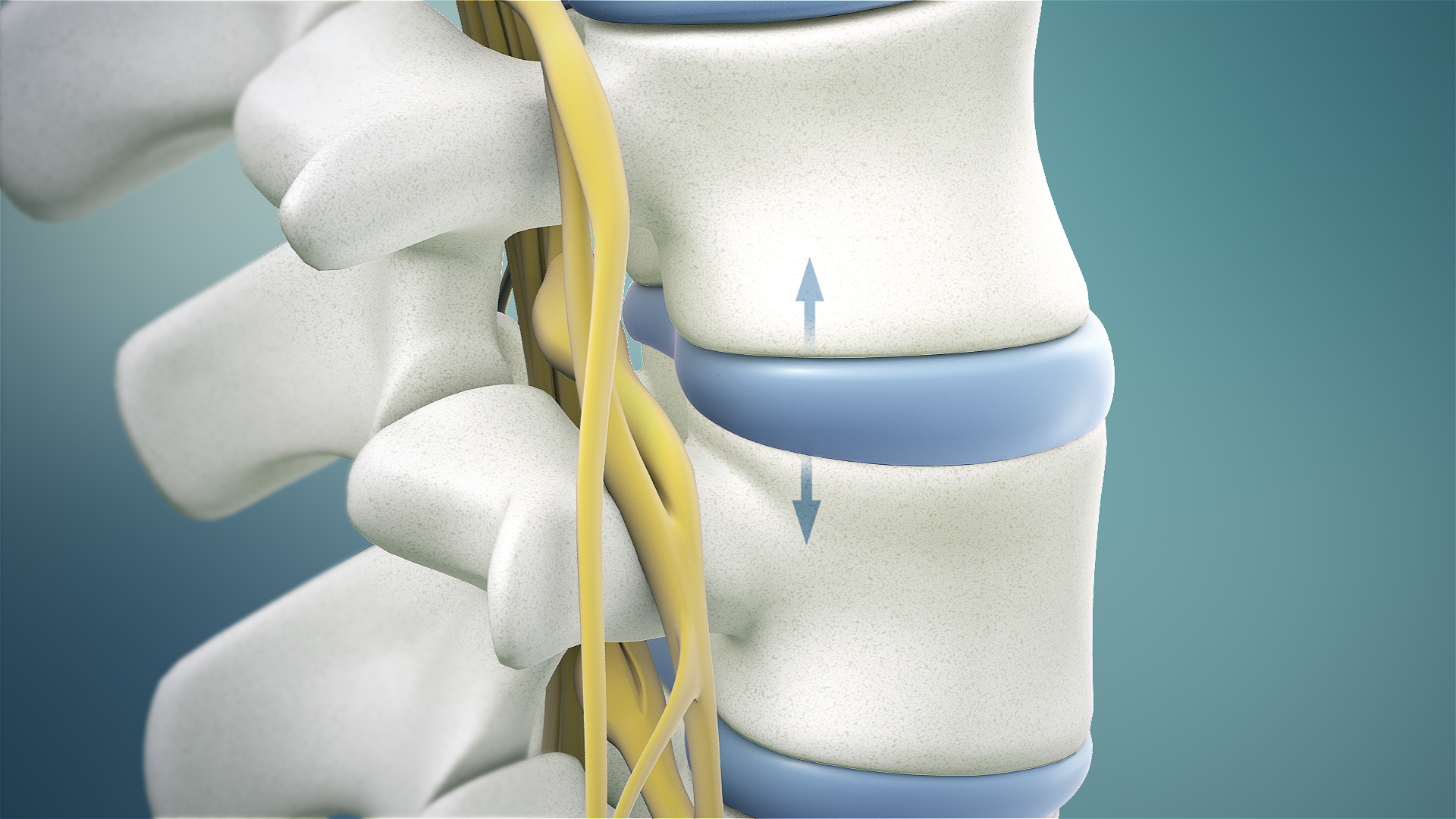
Décompression neurovertébrale est une méthode à réduire la compression de la moelle épinière

La décompression neurovertébrale est une procédure chirurgicale ou non chirurgicale qui a pour but de relâcher la pression sur la moelle épinière ou sur les nerfs de la colonne vertébrale. La décompression neurovertébrale est un élément clé dans le traitement de maux de dos tel que les hernies discales, les bombements discaux, les douleurs sciatiques, la dégénérescence discale et l'arthrose.

## Indications

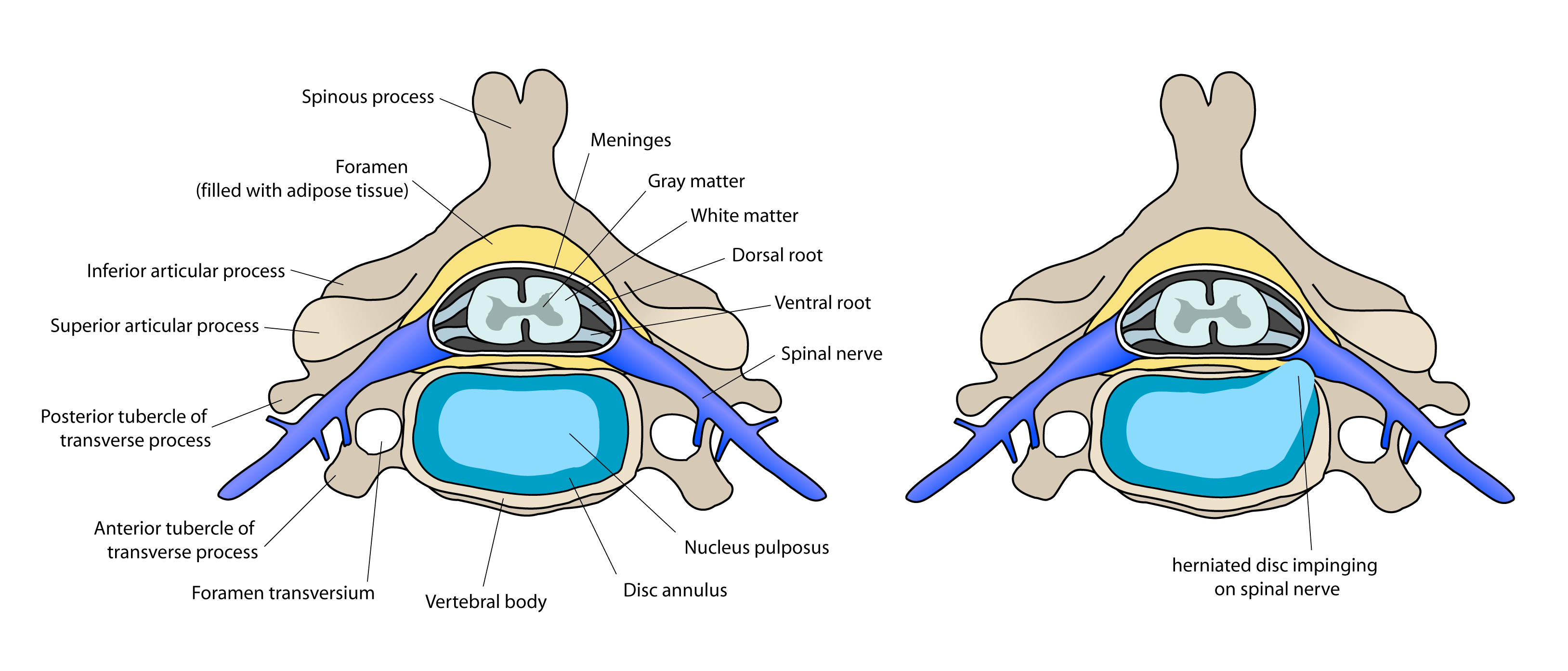
Coupe transversale du rachis cervical passant au niveau d'un disque
à gauche : aspect normal, à droite : hernie discale postérolatérale gauche

La décompression neurovertébrale peut être indiquée en cas de
- Mal de dos
- Hernie discale
- Spondylolisthésis
- Spondylarthrite
- Blessures sportives
- Syndrome des facettes

## Méthodes
La décision de la méthode préférable est sujet à discussion.

### Technique  non-chirurgicale

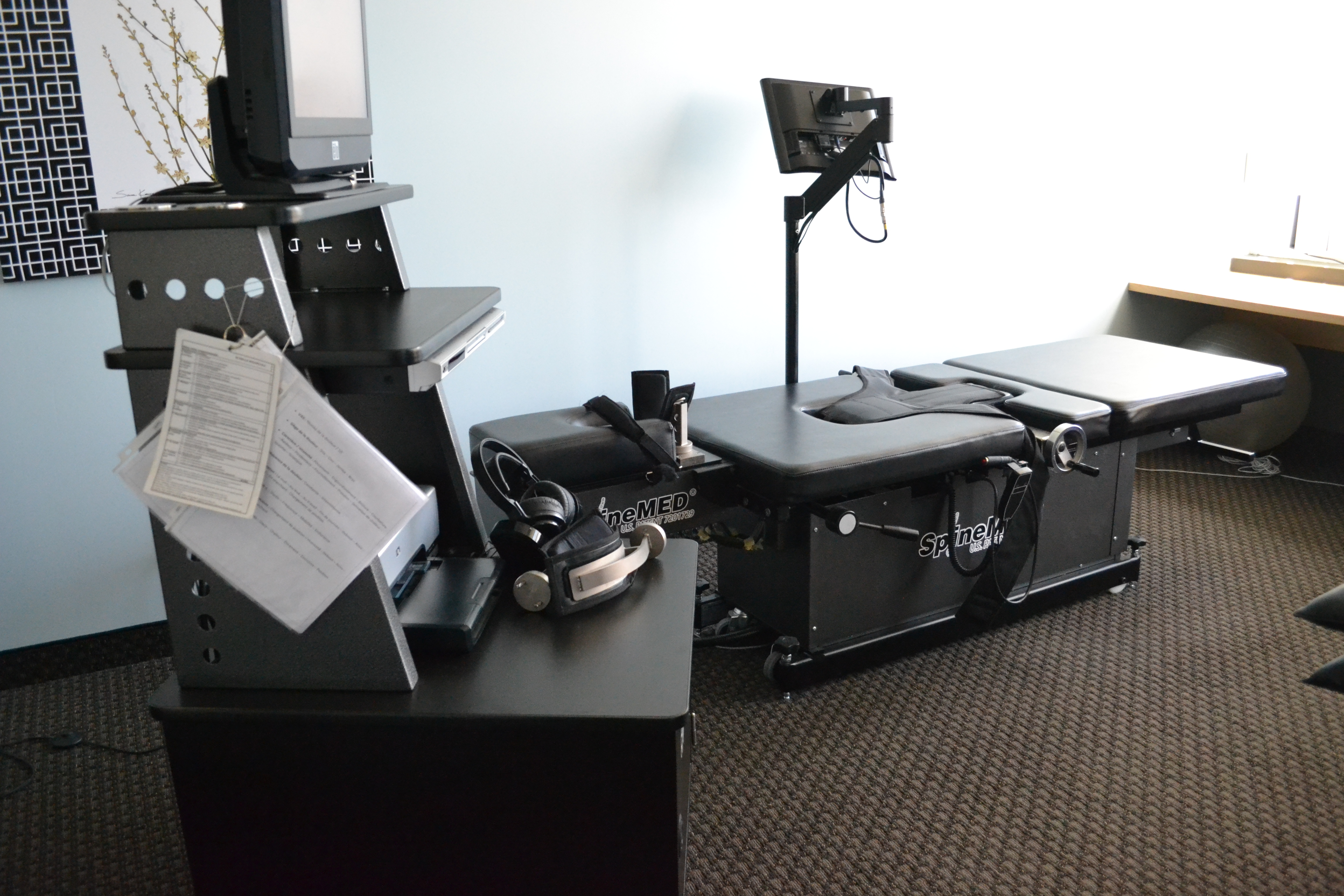
La décompression neurovertébrale
(Technique non-chirurgicale)

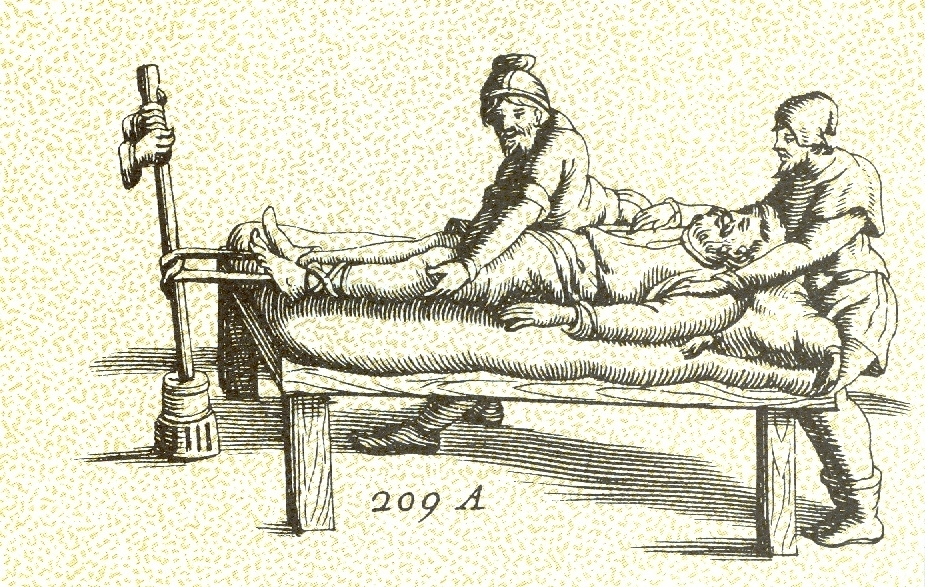
Décompression neurovertébrale au Moyen Âge

La décompression neurovertébrale non chirurgicale est une technique qui consiste à appliquer une force de distraction sur la colonne vertébrale.  De ce fait, un espace est créé entre les vertèbres ce qui permet aux disques intervertébraux de reprendre du volume. Cette décompression est rendue possible grâce à un système qui gère de façon précise les forces de traction appliquées lors des traitements. Une pression négative à l'intérieur des disques est alors obtenue, sans pour autant provoquer le réflexe habituel de contraction des muscles qui se manifeste lors de la traction conventionnelle. Cela permet la réhydratation des disques et engendre la régénération des tissus. Il en résulte ainsi une réduction de la pression sur les nerfs et un soulagement de la douleur. Bien que la théorie fondamentale de la décompression neurovertébrale soit acceptée comme valide, il existe toutefois un manque de preuves cliniques pour soutenir son efficacité.

### Techniques chirurgicales
Le choix de la méthode dépend du lieu et du degré de la lésion. Généralement la méthode chirurgicale préférable pour une décompression neurovertébrale est la chirurgie mini-invasive.
Pour le traitement de la compression d'une racine nerveuse, l'opération enlève partiellement (parfois totalement) le disque intervertébral faisant hernie, on parle alors de discectomie.
Pour le traitement d'une compression de la moelle spinale ou de la queue de cheval), il faut pratiquer une laminectomie, par laquelle une part de la vertèbre lombaire doit être enlevé.